# Hunkydora
Hunkydora är ett släkte av musslor. Hunkydora ingår i familjen Myochamidae.
Kladogram enligt Catalogue of Life:
| Hunkydora | \| \| Hunkydora novozelandica \| \| \| \| \| \| Hunkydora rakiura \| \| \| \| |
|           | \| \| Hunkydora novozelandica \| \| \| \| \| \| Hunkydora rakiura \| \| \| \| |
|           | Myadora                                                                       |
|           |                                                                               |
|           | Myadoropsis                                                                   |
|           |                                                                               |
|           | Myochama                                                                      |
|           |                                                                               |
|           | Hunkydora novozelandica                                                       |
|           |                                                                               |
|           | Hunkydora rakiura                                                             |
|           |                                                                               |

|  | Hunkydora novozelandica |
|  |                         |
|  | Hunkydora rakiura       |
|  |                         |